# Cait O'Riordan
Cait O'Riordan, all'anagrafe Caitlin (Lagos, 4 gennaio 1965), è una cantante e bassista irlandese, nata in Nigeria. Quando aveva due anni di età, i suoi genitori, originari dell'Irlanda e della Scozia,  a causa della guerra civile scoppiata in quel paese, si trasferirono a Londra.
Dal 1983 al 1986 ha suonato il basso elettrico per il gruppo musicale punk/folk  anglo-irlandese The Pogues. Successivamente ha suonato con Elvis Costello,  col quale è stata sposata dal 1986 al 2002. Ha poi collaborato con diverse altre formazioni musicali.
È fra gli artisti che hanno interpretato lo standard della cultura irlandese Danny Boy.

## Biografia
Nel 1979, quando aveva quattordici anni, Caitlin si avvicinò alla musica ascoltando alla radio la canzone Gabrielle eseguita da un gruppo locale, The Nips. Si recò in un negozio per acquistarne il disco e lì fece conoscenza con il cantante del gruppo, Shane MacGowan.

### Carriera con i Pogues
Tre anni dopo, nel 1982 Shane le chiese di unirsi come bassista alla band chiamata Pogue Mahone, da cui deriveranno in seguito i Pogues, che non aveva un musicista per quello strumento. Il debutto con il gruppo avvenne subito in occasione dei primi due album discografici, Red Roses for Me e Rum, Sodomy, and the Lash. Ha suonato poi in diversi singoli iniziali del complesso, prima di lasciarlo nel 1986. Oltre a suonare il basso, O'Riordan è stata la voce in I'm a Man You Don't Meet Every Day contenuta in Rum, Sodomy, and the Lash e in Haunted, contenuta nella colonna sonora del film di Alex Cox Sid and Nancy. Con la band è apparsa anche nel film del 1987 dello stesso Cox Diritti all'inferno. In quel medesimo periodo ha cantato assieme al gruppo del musicista Darryl Hunt Pride of the Cross.

### L'unione con Costello
O'Riordan ha conosciuto Elvis Costello nel 1985 quando questi stava producendo per i Pogues l'album Rum, Sodomy, and the Lash; i due si sono sposati poi il 17 maggio 1986. Nello stesso anno fu rimpiazzata nei Pogues, dapprima per la tournée in USA e poi permanentemente, dal musicista Darryl Hunt. già con i Pride of the Cross.
La cantante accompagnò invece Costello nel tour per il lancio dell'album King of America, di cui fu coautrice assieme al marito della traccia Lovable. Con Costello ha poi scritto canzoni per gli album Blood and Chocolate, Spike e Mighty Like a Rose. Il matrimonio fra O'Riordan e Costello è poi terminato con un divorzio pronunciato nel 2002.

### Fairytale of New York
Fairytale of New York, la canzone dei Pogues che ha avuto il maggiore successo sul piano commerciale, e che è tratta dall'album del 1988 If I Should Fall from Grace with God, è stata originariamente concepita come un duetto fra O'Riordan e Shane MacGowan; il gruppo ha registrato successivamente la canzone con Kirsty MacColl che eseguiva la parte femminile.
O'Riordan e Costello sono citati nel testo di Fiesta, un'altra canzone dei Pogues tratta da If I Should Fall from Grace with God. Nel 2004, O'Riordan ha ridato vita con il chitarrista ex-Pogues Philip Chevron al gruppo The Radiators From Space.
Sempre nel 2004 ha compiuto, per la prima volta dopo diciotto anni, un tour con i vecchi compagni dei  Pogues.  Lasciati i Radiators, è stata rimpiazzata nel febbraio 2006 da Jesse Booth. Ha formato quindi un gruppo composto da soli musicisti divorziati chiamato Prenup.

## Discografia parziale
- Red Roses for Me (1984, con The Pogues)
- Rum, Sodomy, and the Lash (1985, con i Pogues)
- Poguetry in Motion (1986, Extended play dei Pogues)